# Monrad Wallgren

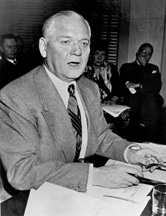
Monrad Wallgren

Monrad Charles Wallgren (17 de abril de 1891 - 18 de setembro de 1961) foi um político americano, que serviu como governador de Washington, entre 1945 até 1949.